# 青蛙喷泉 (博尔扎诺)

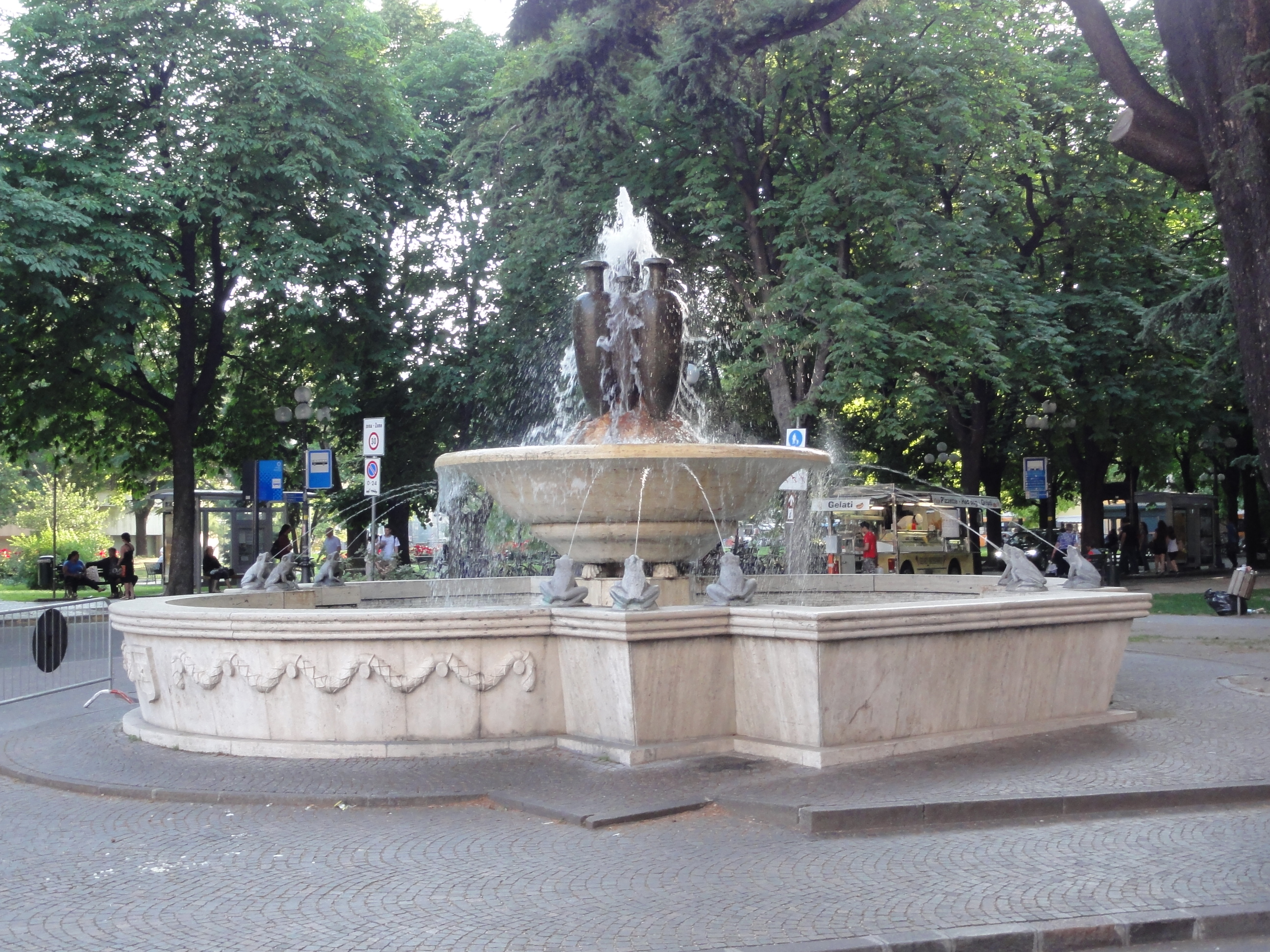
青蛙喷泉

青蛙喷泉（義大利語：Fontana delle Rane）是意大利博尔扎诺的一座喷泉。
最初的设计是雕塑家伊格纳兹·加布隆纳的作品，1930年放置在博尔扎诺/博岑车站前, 20世纪20年代以前，这里是1874年建造的收费亭。 其特色是青铜青蛙，即喷泉的名字，向中央的水池喷射长长的水柱。底座上装饰着花环和城徽。
在第二次世界大战期间，青蛙喷泉遭到轰炸，严重受损。战后根据原始设计进行重建，并进行了一些小幅修改。
2014年，由于电气系统的问题，喷泉关闭，很快陷入失修状态； 直到2017年夏天，喷泉修复重新使用。